# Cystodermella japonica
Cystodermella japonica är en svampart som först beskrevs av Thoen & Hongo, och fick sitt nu gällande namn av Harmaja 2002. Cystodermella japonica ingår i släktet Cystodermella och familjen Agaricaceae.   Inga underarter finns listade i Catalogue of Life.